# Zamek w Lidzie
Zamek w Lidzie – warowna budowla z XIV wieku znajdująca się w Lidzie.

## Historia
Warownia była wzmiankowana w połowie XIV wieku w czasach panowania litewskiego księcia Olgierda, ponieważ przekazał on Lidę we władanie swemu faworytowi Wojdyle. W swojej murowanej postaci zamek przypuszczalnie został zbudowany przez Olgierda około lat 1370-1380 razem w zamkiem w Krewie. Po śmierci Olgierda zamek stał się własnością jego syna Jagiełły. W 1392 książę Witold przy pomocy Krzyżaków zdobył zamek. W 1394 zamek był oblegany ponownie przez Krzyżaków, tym razem jednak bezskutecznie.
W 1406 zamek był oblegany przez księcia smoleńskiego Jerzego Światosławicza. W 1433 podczas buntu przeciwko Zygmuntowi Kiejstutowiczowi zamek obległ książę Świdrygiełło. W 1422 na zamku w Lidzie przebywał król Władysław Jagiełło z poślubioną w Nowogródku księżniczką Zofią Holszańską. W 1506 pod zamkiem zebrały się wojska polskie i litewskie, które następnie pokonały Tatarów krymskich w bitwie pod Kleckiem.
Podczas wojny polsko-rosyjskiej w roku 1659 zamek szturmowały wojska moskiewskie. Zamek najbardziej ucierpiał w roku 1710, gdy spaliły go szwedzkie wojska Karola XII podczas III wojny północnej. Po 1791 roku, gdy zostało spalone miasto, rabunkowo zaczęto rozbierać zamek na materiał budowlany. Podczas powstania w 1794 na zamku doszło do starcia pomiędzy wojskami Tadeusza Kościuszki i wojskami rosyjskimi. W latach 20. XX wieku miejscowe polskie władze zaczęły zamek odbudowywać. Na dziedzińcu zamkowym znajdowało się boisko przysposobienia wojskowego. Obecnie prace rekonstrukcyjne są kontynuowane od 1982 roku. Po 2007 roku zrekonstruowano m.in. wieżę i drewnianą galerię obronną ciągnącą się wzdłuż korony murów ze strzelnicami. 
W jednej z wież mieści się muzeum.

## Architektura
Lida należy do tego samego typu zamków kasztelowych co Krewo czy Miedniki. Zamek ma kształt czworoboku o wymiarach 93,5 x 83,45 x 80 x 84 m, z dwoma narożnymi wieżami o 5 kondygnacjach. Wjazd znajdował się przez most zwodzony od strony wschodniej obok wieży. Mury miały grubość od 1,5 do 2 metrów i wysokość około 12-15 metrów. Zwieńczone były krenelażem.

## Galeria

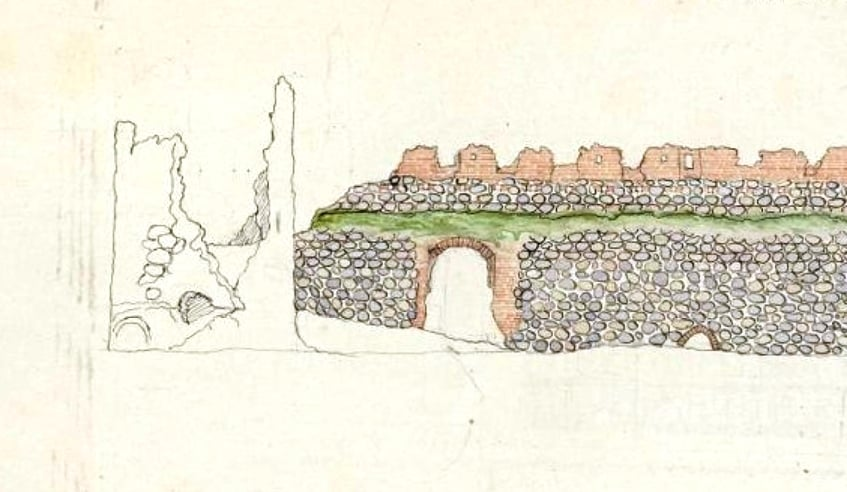
Brama w XIX wieku
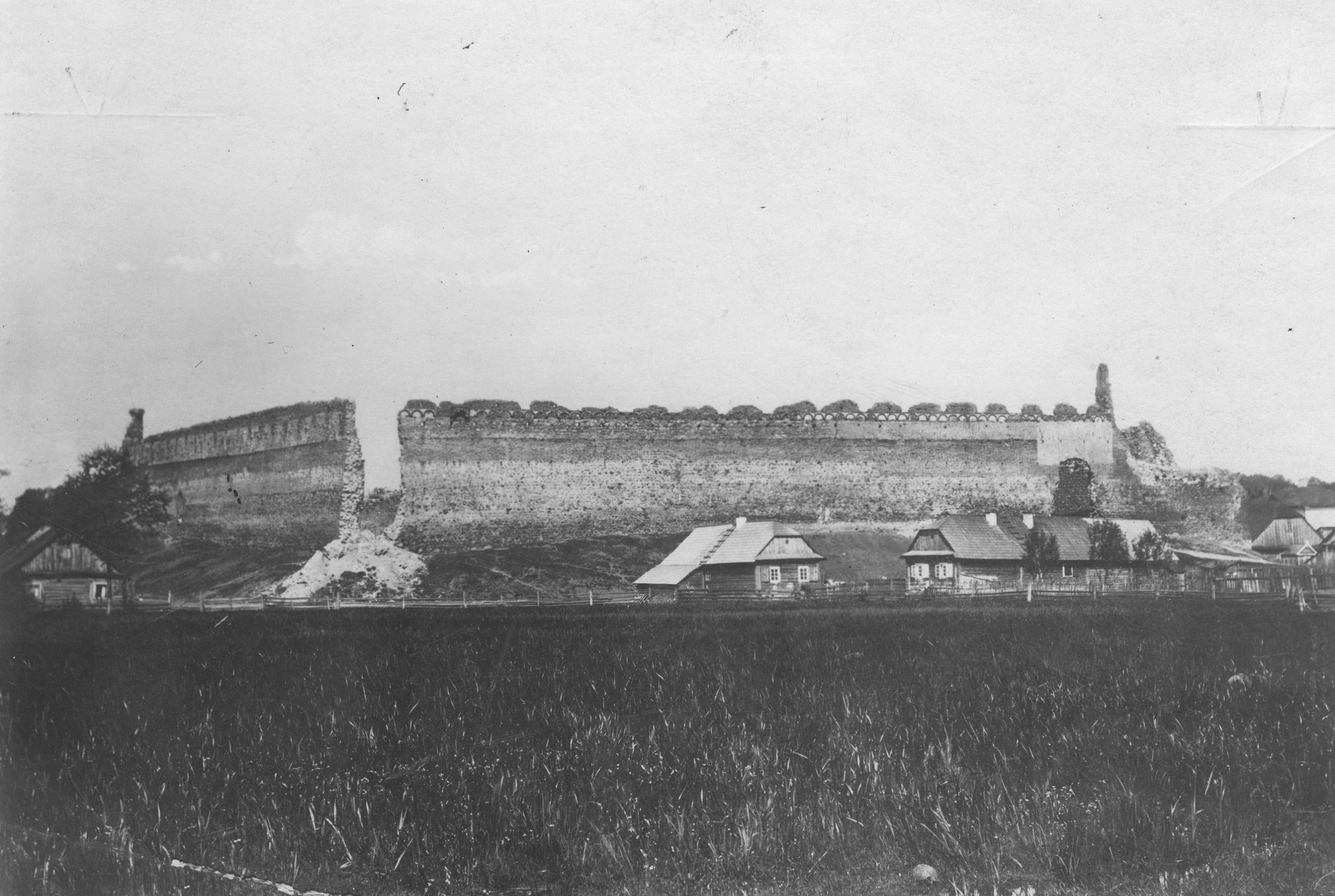
Zamek przed 1913 r.
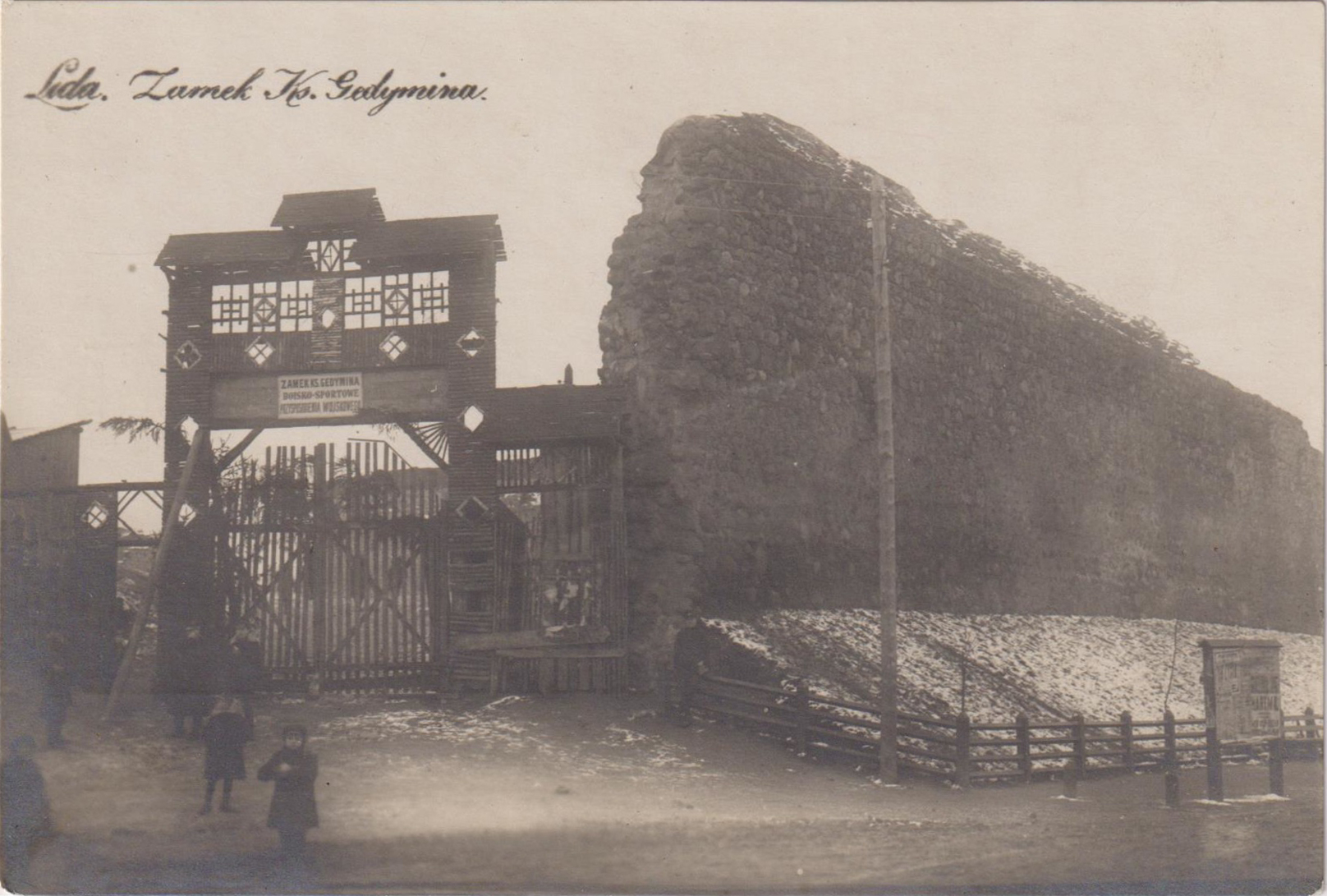
Wejście na zamek w latach 20. XX wieku
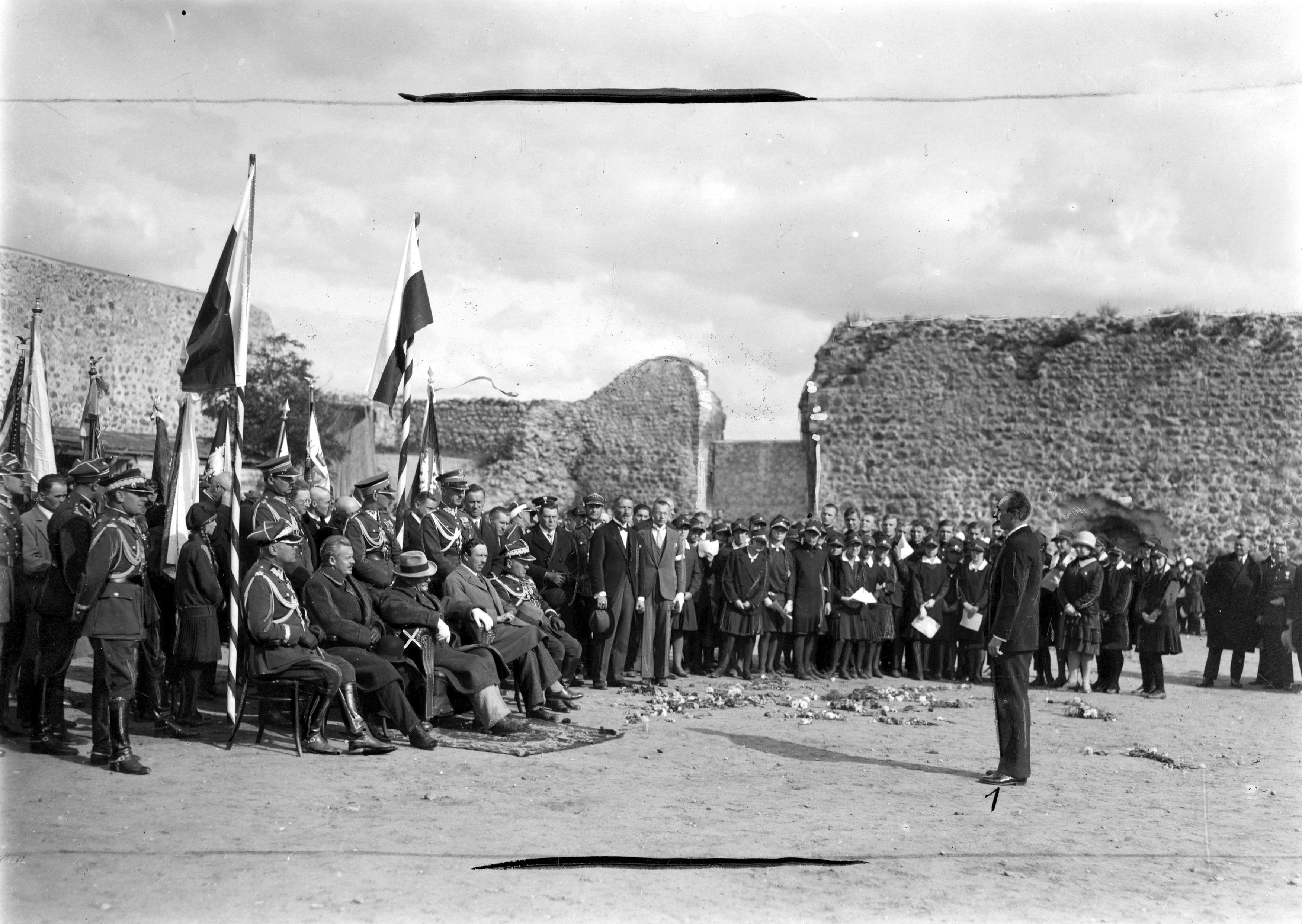
Prezydent Ignacy Mościcki oraz wojewoda Beczkowicz na zamku, październik 1929 r.
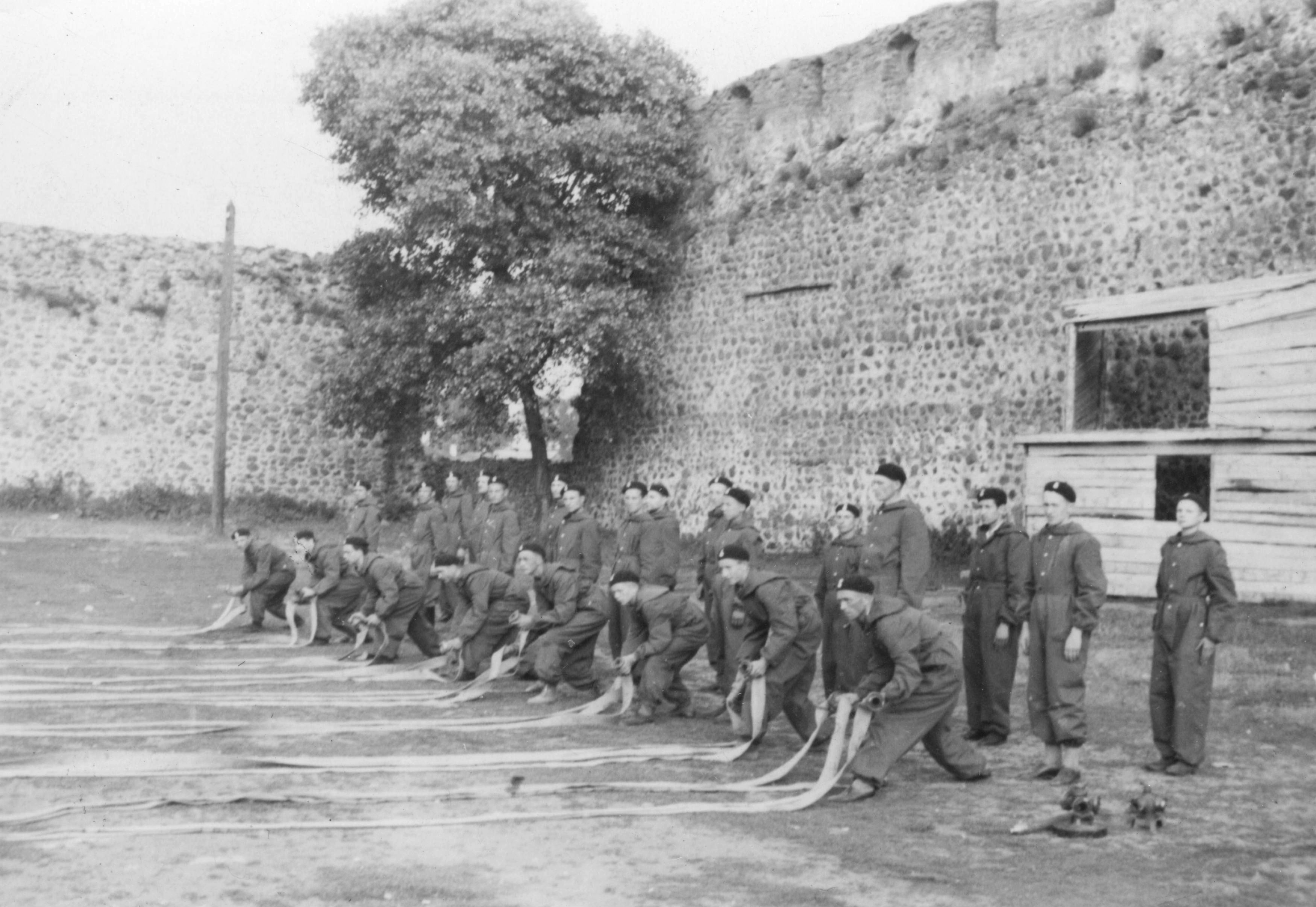
Ćwiczenia w lipcu 1939 r.
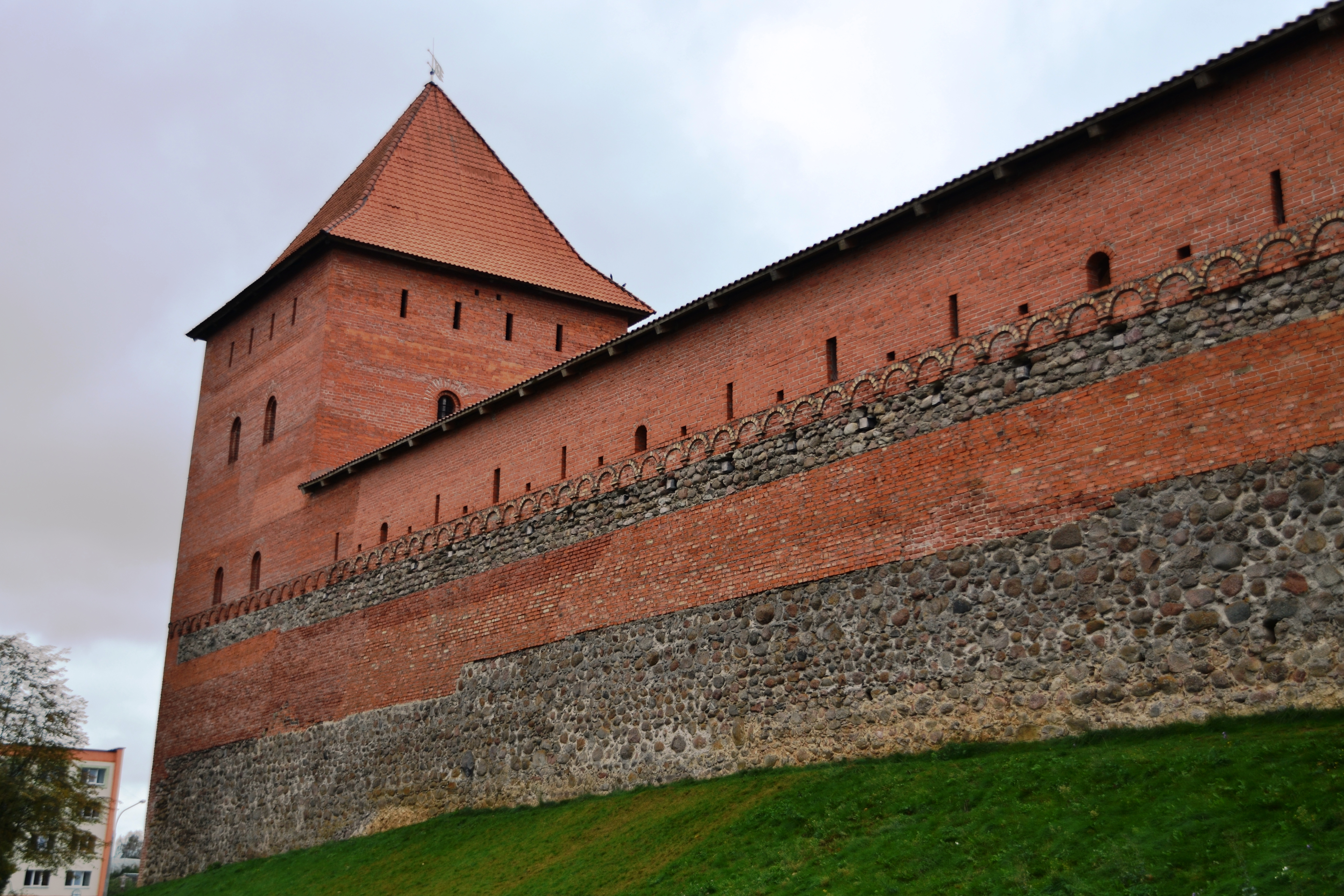
Wieża narożna
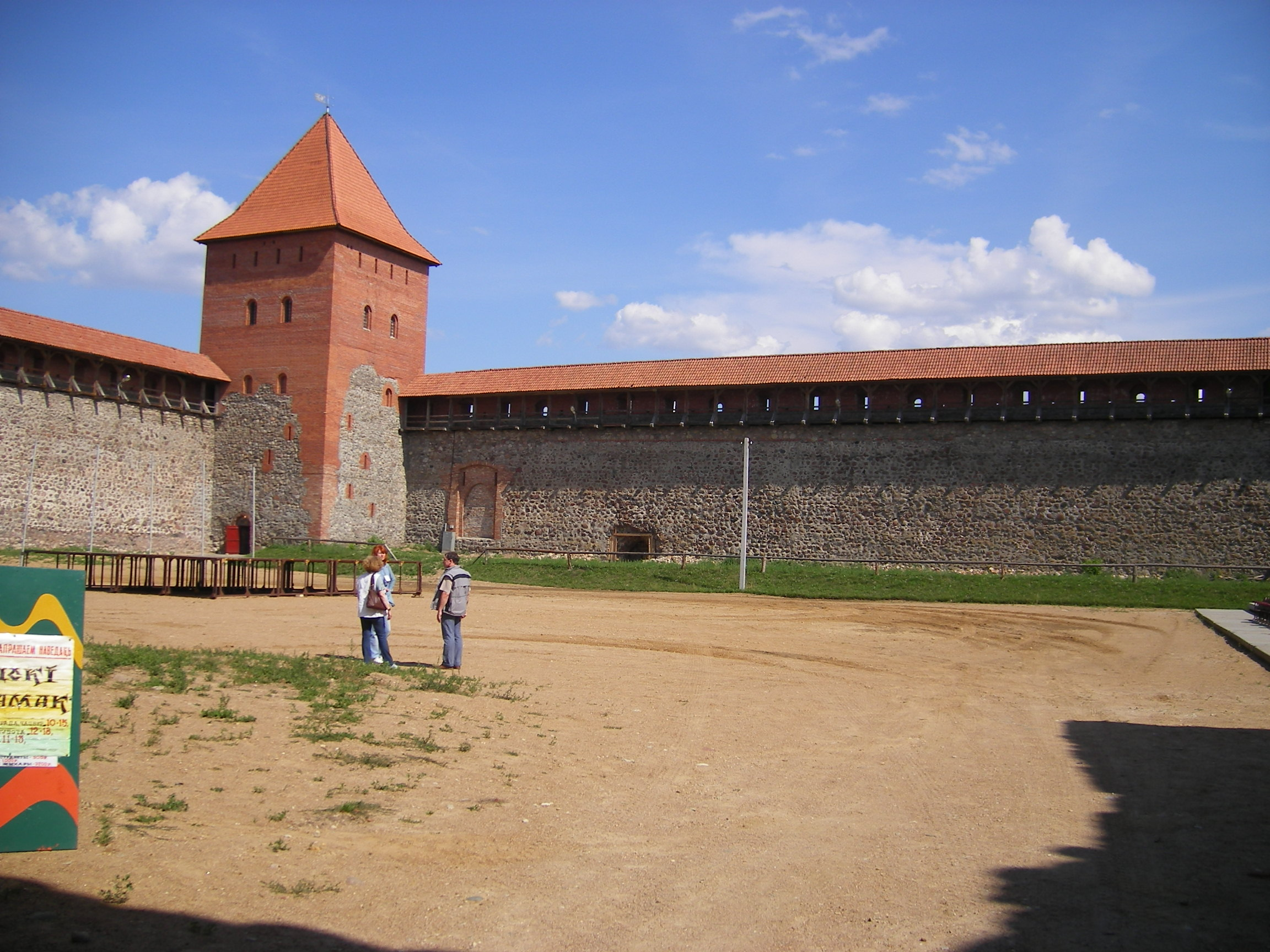
Dziedziniec
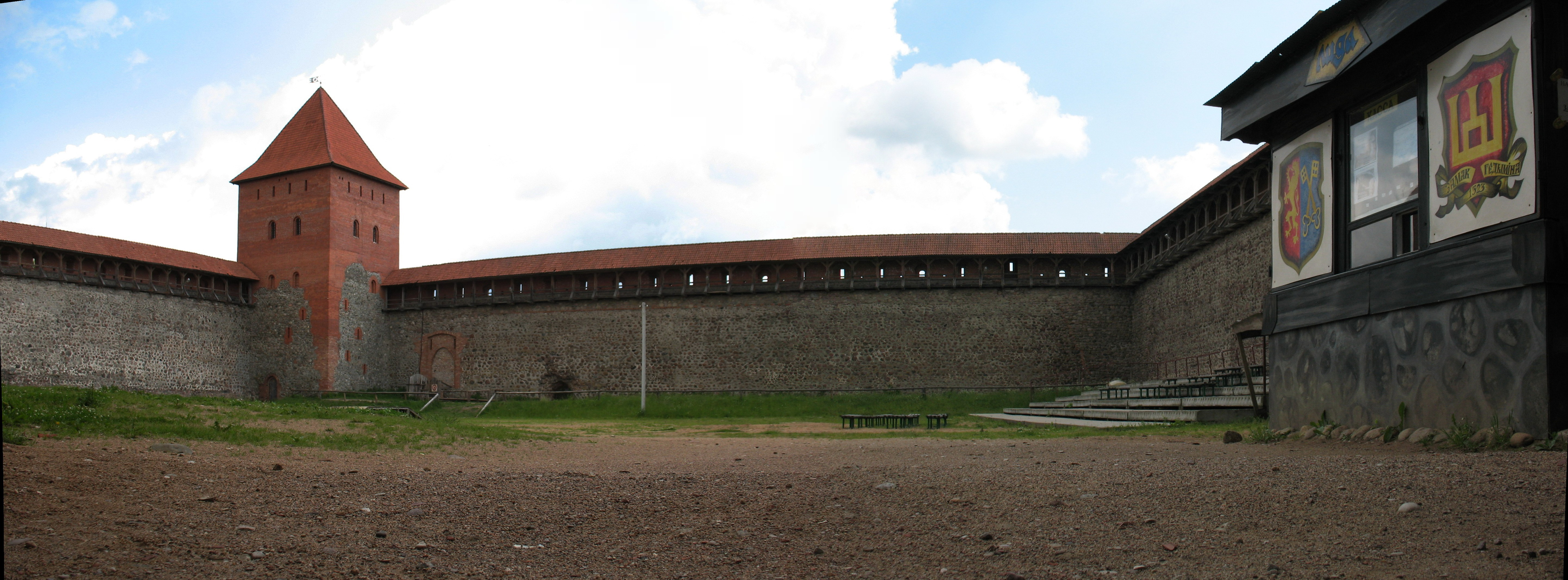
Dziedziniec
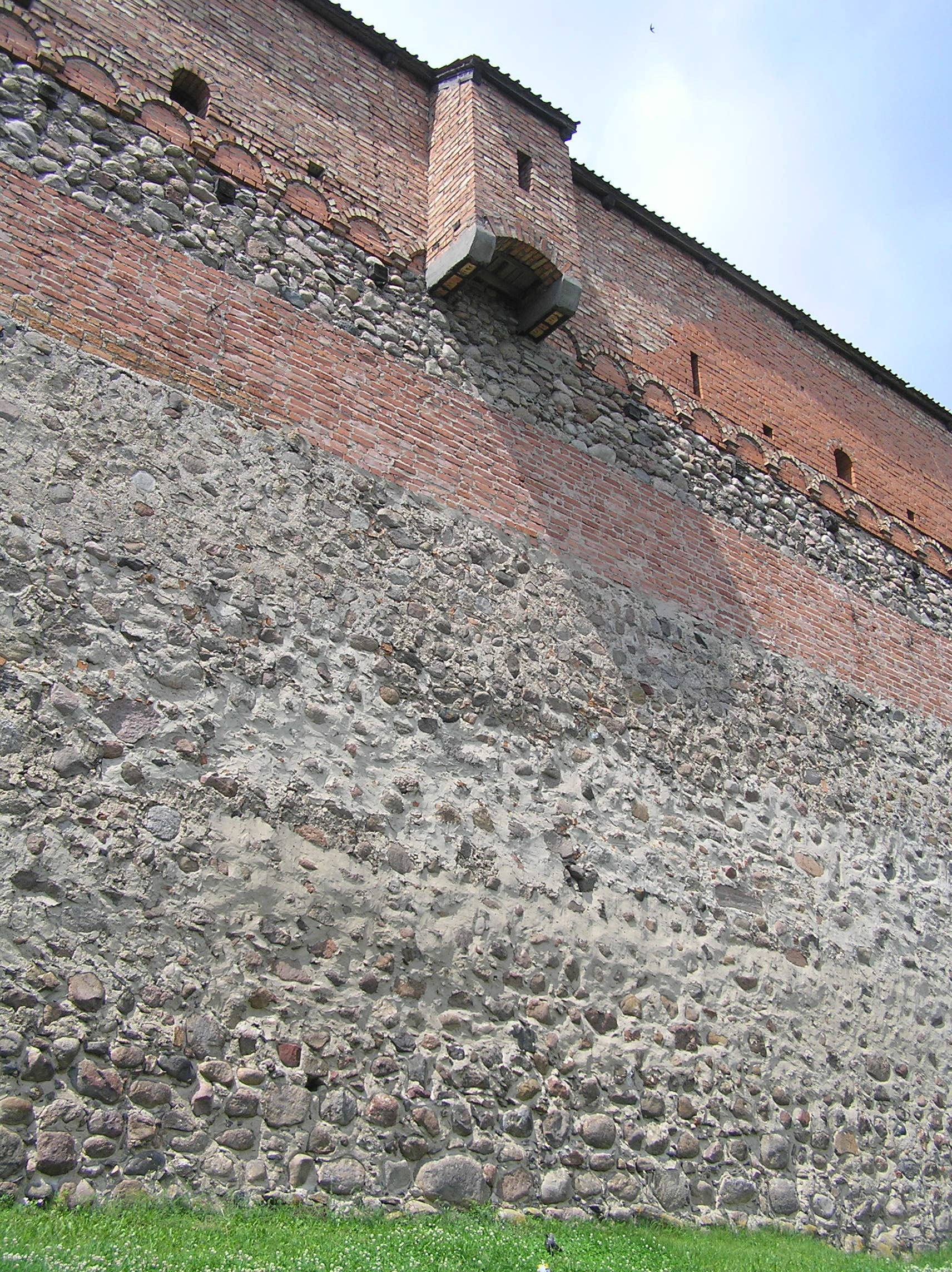
Wykusz latrynowy
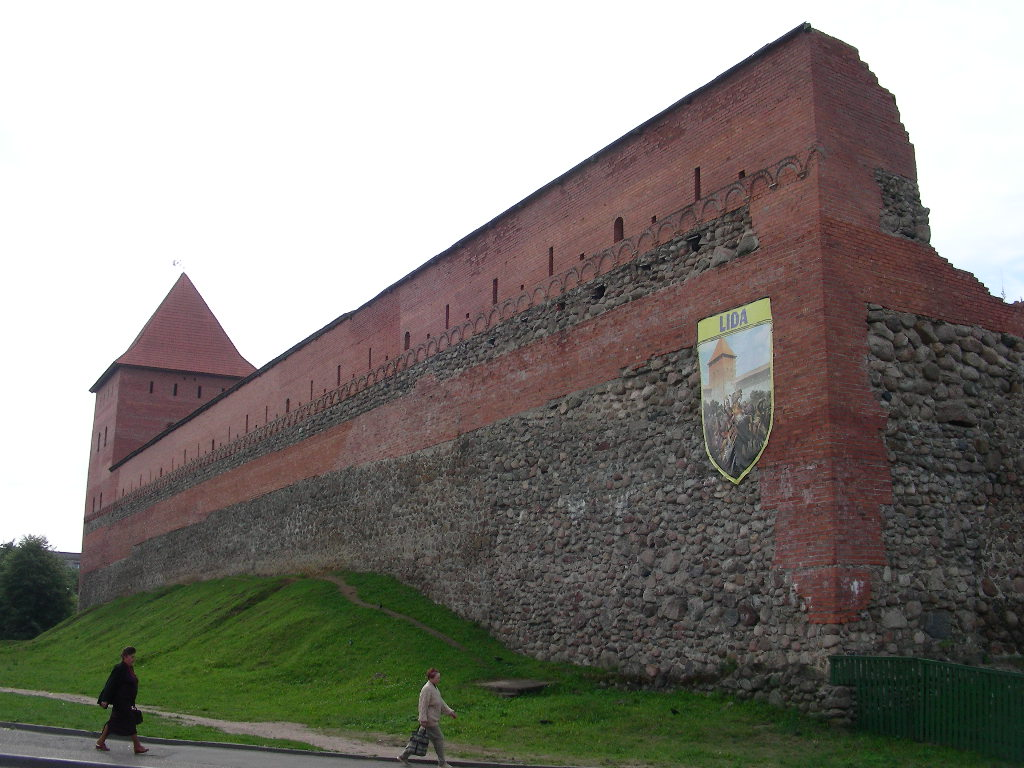
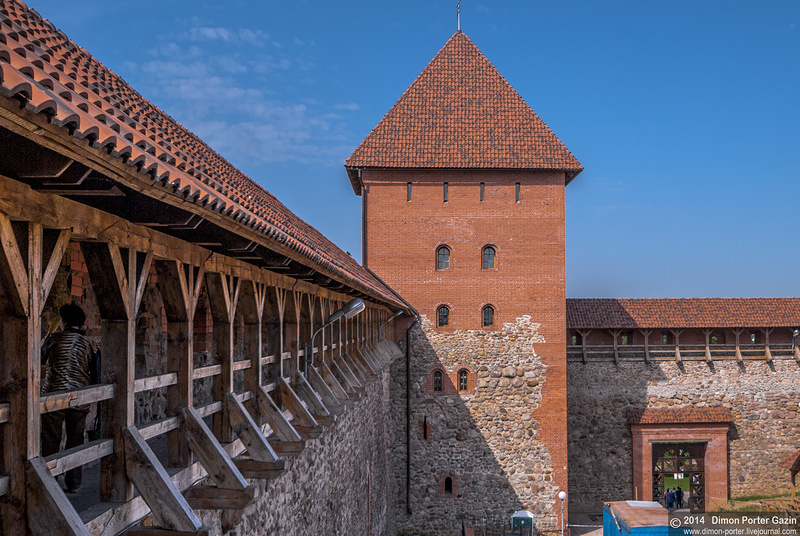
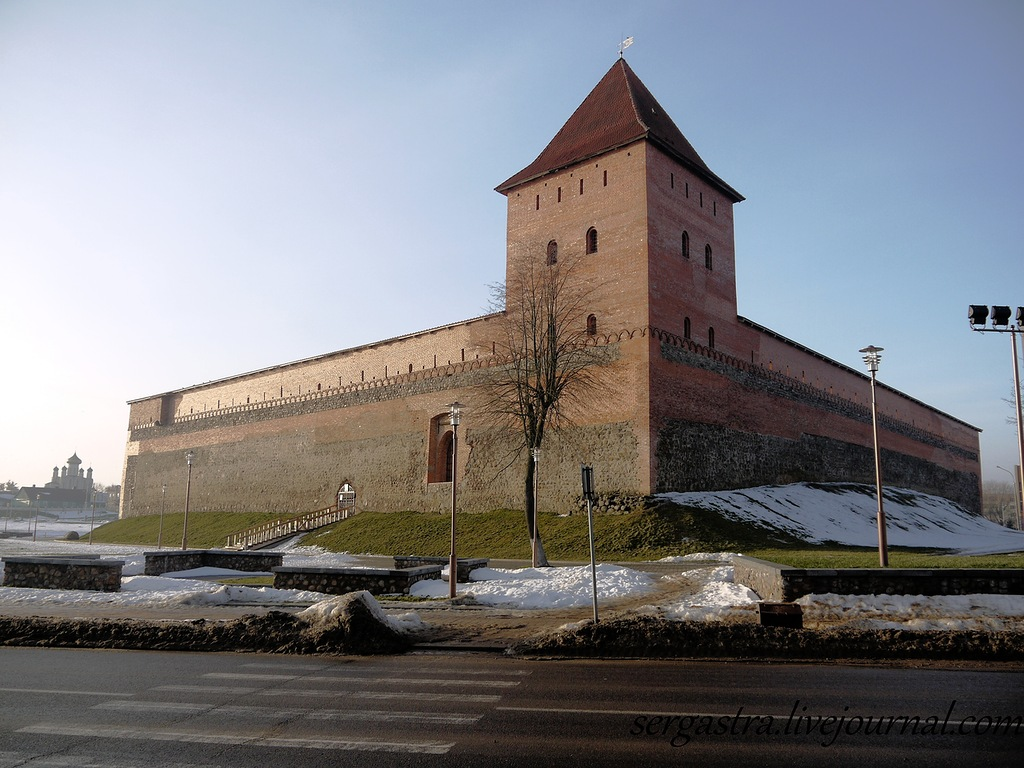
Brama zamkowa
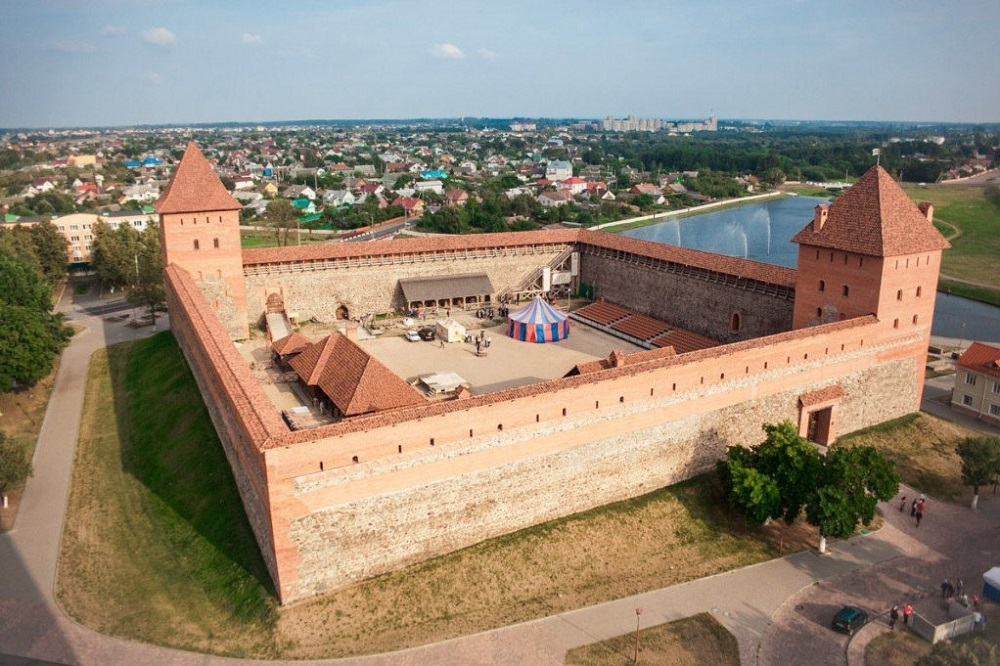
Zamek w 2007 r.
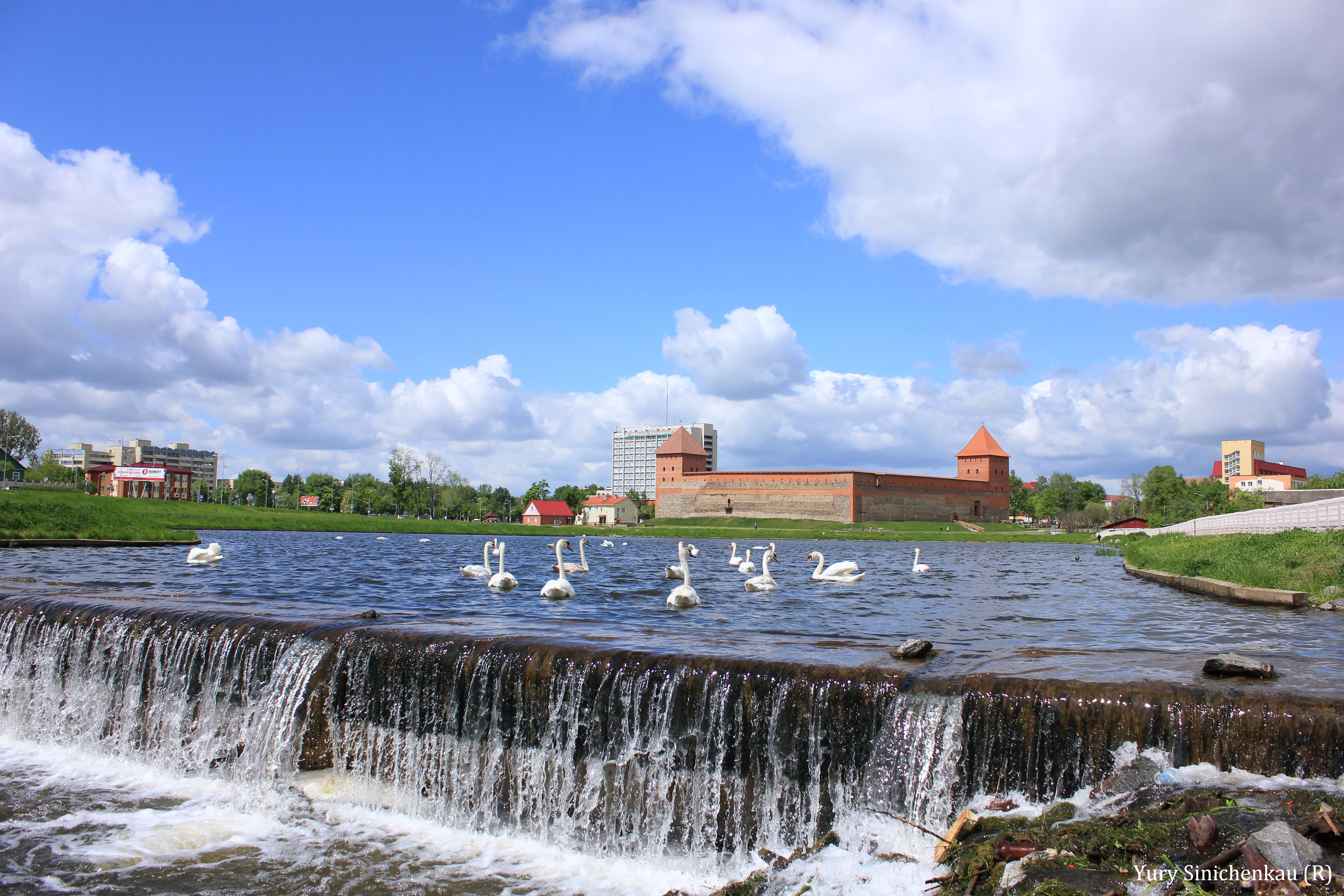
Zamek widziany od strony jeziora